# José Díaz Bolio
José Dolores Díaz Bolio (Mérida, Yucatán, México, 1906 - 13 de octubre de 1998), fue un escritor, poeta, antropólogo y estudioso de la cultura maya que se distinguió en la música, la literatura, la poesía y la arqueología mayas de su estado natal.

## Datos biográficos
Sus primeros estudios los realizó en el colegio Consuelo Zavala y en la Escuela Modelo de la ciudad de Mérida. Al cambiar su familia de residencia hacia los Estados Unidos de América, realizó sus estudios en el Freehold Military School, y al retornar a Yucatán continuó estudiando en la Escuela Modelo y en la Universidad Iberoamericana.
Aunque sus verdaderas aficiones fueron la poesía, la música y la literatura y a esas disciplinas dedicó una de sus columnas periodísticas conocida como Perfil del tiempo, también abundó sobre temas de sociología, así como de otros temas antropológicos y estéticos. Fue promotor de las modificaciones al escudo nacional, pues logró, a través de sus escritos periodísticos, que a la serpiente se le agregaran cuatro cascabeles, después de demostrar que el reptil a que se hacía alusión en el escudo era de esa especie.
Conoció en 1922 a Ricardo Palmerín, con quien trabó una amistad que no habría de terminar sino hasta la muerte del afamado compositor autor de la música de Peregrina, canción dedicada a la periodista estadounidense Alma Reed. Con la influencia de Palmerín, Díaz Bolio escribió un buen número de canciones, entre las que destacan, Retorno, Cobarde y Musmé.
José Díaz Bolio fue conocido como periodista, arqueólogo y escritor. Su aportación a la arqueología es el descubrimiento de un patrón iconográfico serpentino dentro de la cosmovisión de los antiguos mayas. La obra en donde expone con amplitud esta hipótesis es La Serpiente Emplumada, eje de culturas, publicada en 1955.
Fue conocido en México por sus ensayos y artículos periodísticos, que suman alrededor de 6,000, pues escribió de manera asidua para varios periódicos yucatecos y para algunos de la Ciudad de México, como Excélsior.
Como historiador, escritor, periodista y poeta, se erigió como analista de la cultura yucatanense y mexicana de su tiempo.
En el año de 1989 recibió, de manos del gobernador Víctor Manzanilla Schaffer, la Medalla Yucatán que se otorga a intelectuales que se han distinguido en las ciencias, las artes y la cultura en general.
Muchos de sus trabajos de investigación histórica sobre la cultura maya y la yucatanense se encuentran resguardados en la biblioteca de la Universidad Tulane y en el archivo del Centro Cultural del Patronato Pro Historia Peninsular de Yucatán A. C, de la ciudad de Mérida.

## Obra
Entre otros libros publicó: 
- Breviario de la angustia
- El idioma de los códices
- El libro de los guisos de la chaya
- El libro de los guisos del maíz
- El Mayab resplandeciente (1940)
- El Sacbé
- Gramática maya
- Guía instructiva a las ruinas de Uxmal, que contiene la teoría de la civilización maya
- Guía instructiva de Chichén Itzá
- Guía instructiva de las ruinas de Tulum
- Huella Humana Antología Poética
- La cultura más antigua del mundo: la maya
- La fe de los mayas
- La geometría de los mayas y el arte crotálico
- La Piedra Solar crotalense llamada "Calendario Azteca"
- La Serpiente de luz de Chichén Itzá
- La serpiente emplumada
- La Tumba del Rey de Nachan Kaan (Palenque)
- Los frescos mayas de Mulchic, su descubrimiento y destrucción (la batalla de Mulchic)
- Mi descubrimiento del culto crotálico
- Misterio y Divinidad del número 7
- Nueva teoría de lo bello
- Oración rústica
- Origen de la cronología maya
- Origen de las pirámides en Egipto y América
- Origen del arte maya
- Origen maya del escudo de México
- Poemas en Cristo
- Recreación de la flor de mayo
- Simbolismo de las líneas nazca de Perú
- Una planta maravillosa y medicinal - La Chaya
- Vocabulario español-maya

## Reconocimientos
- Hijo Predilecto de Mérida, en el 450o. aniversario de la fundación de la ciudad
- Medalla Cámara de Comercio (1984)
- Medalla Yucatán (1989)
- Para recordar su legado histórico, en la ciudad de Mérida, Yucatán, existe un busto de él en una esquina del parque de la colonia Miguel Alemán, donde Díaz Bolio vivió 57 años, y hay también una avenida, la calle 21 de la colonia México, que lleva su nombre desde el 2006 y donde también se develaron una placa y un busto suyo en bronce.[5]